# Persepolis FC
Persepolis Football Club (pers. ‏باشگاه فوتبال پرسپولیس‎) – irański klub piłkarski z siedzibą w Teheranie. Jest wydzieloną sekcją wielosportowego Persepolis Athletic and Cultural Club. Klub został założony w grudniu 1963, natomiast sekcja piłkarska powstała w 1968. Obecnie uczestniczy w rozgrywkach Iran Pro League.

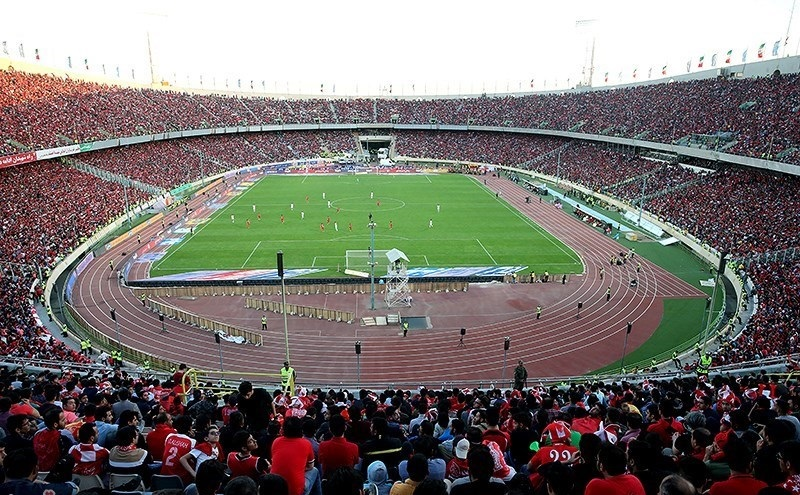

Persepolis jest najbardziej utytułowanym klubem w Iranie. Jest ośmiokrotnym mistrzem kraju, siedem razy rozgrywki ligowe kończył na drugiej pozycji.
Swoje mecze domowe Persepolis rozgrywa na stadionie Azadi, który mieści 100 000 kibiców.

## Historia
Chronologia nazw:
- 12.1963: Persepolis FC
- 16.02.1987: Pirouzi FC
- 10.04.2012: Persepolis FC

Persepolis został założony w roku 1963 przez boksera Alego Abdeha. Pierwsze mistrzostwo kraju zespół zdobył dziesięć lat później, w sezonie 1973/1974. Od tego czasu jeszcze siedmiokrotnie wygrywał rozgrywki ligowe. W roku 1991 klub wygrał Azjatycki Puchar Zdobywców Pucharów.